# Jan Dokian
Jan Dokian również Dokianos – retor bizantyński działający w połowie XV wieku.
Jan Dokian był retorem działającym około połowy XV wieku. Zachowały się fragmenty jego deklamacji retorycznych, napisanych około 1450 roku: utwór pochwalny (logos epajnos) na cześć ostatniego cesarza bizantyńskiego Konstantyna XI Paleologa, panegiryk o bracie cesarza, despocie Morei Teodorze (1407-1443) i Pozdrowienie (Prosphonemátion) skierowane do niego z powodu jego sukcesów w walce z Turkami, pismo do Heleny, córki Demetriusza II Paleologa, despoty Morei (1449-1460), późniejszej żony Mehmeda II. Zachował się również epigram na Jerzego Kurtesesa Scholara, z którym łączył Dokiana wrogi stosunek wobec Łacinników